# Onze-Lieve-Vrouw-van-Altijddurende-Bijstandkapel (Vink)

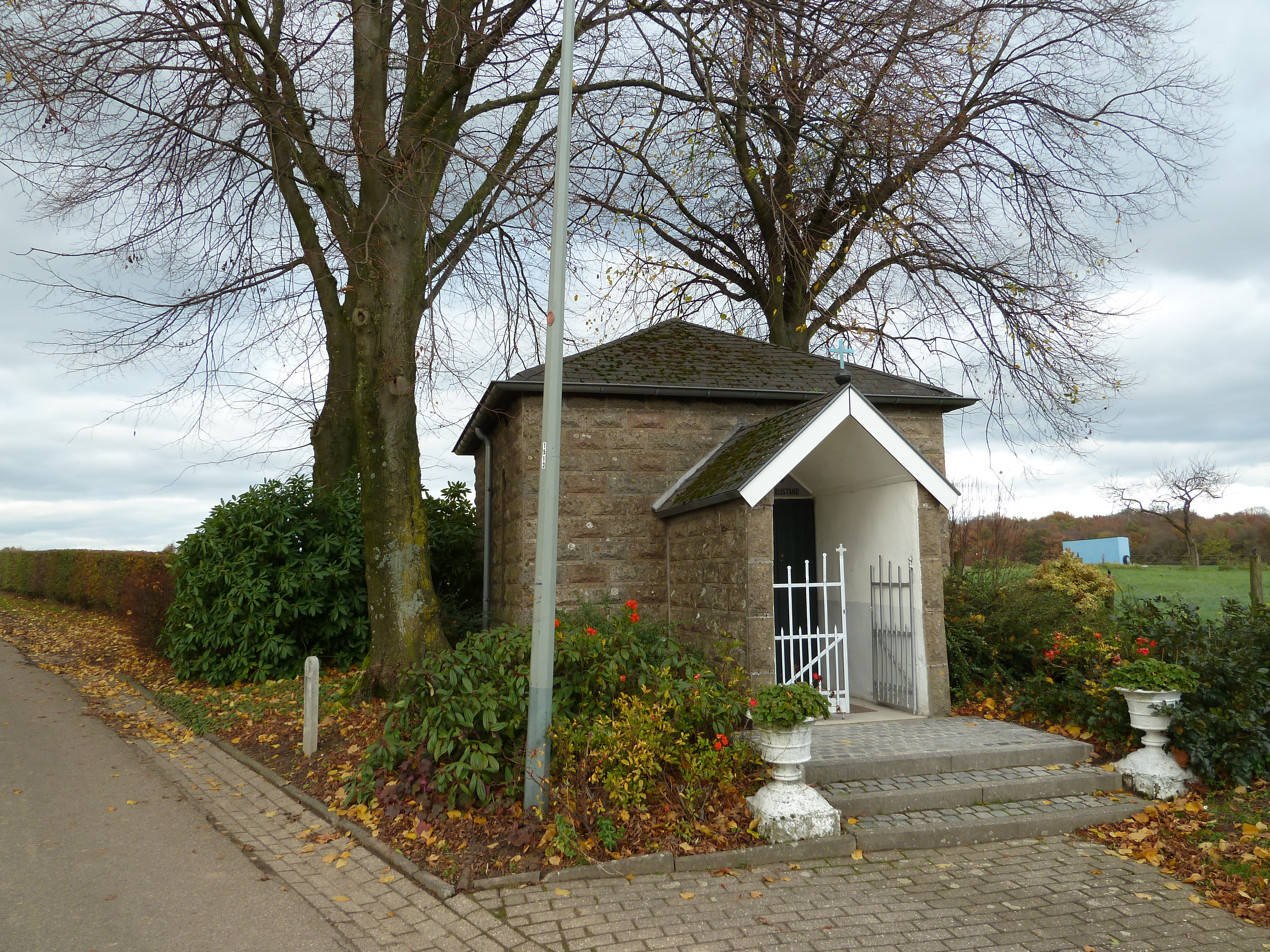
De Onze-Lieve-Vrouw-van-Altijddurende-Bijstandkapel van Vink

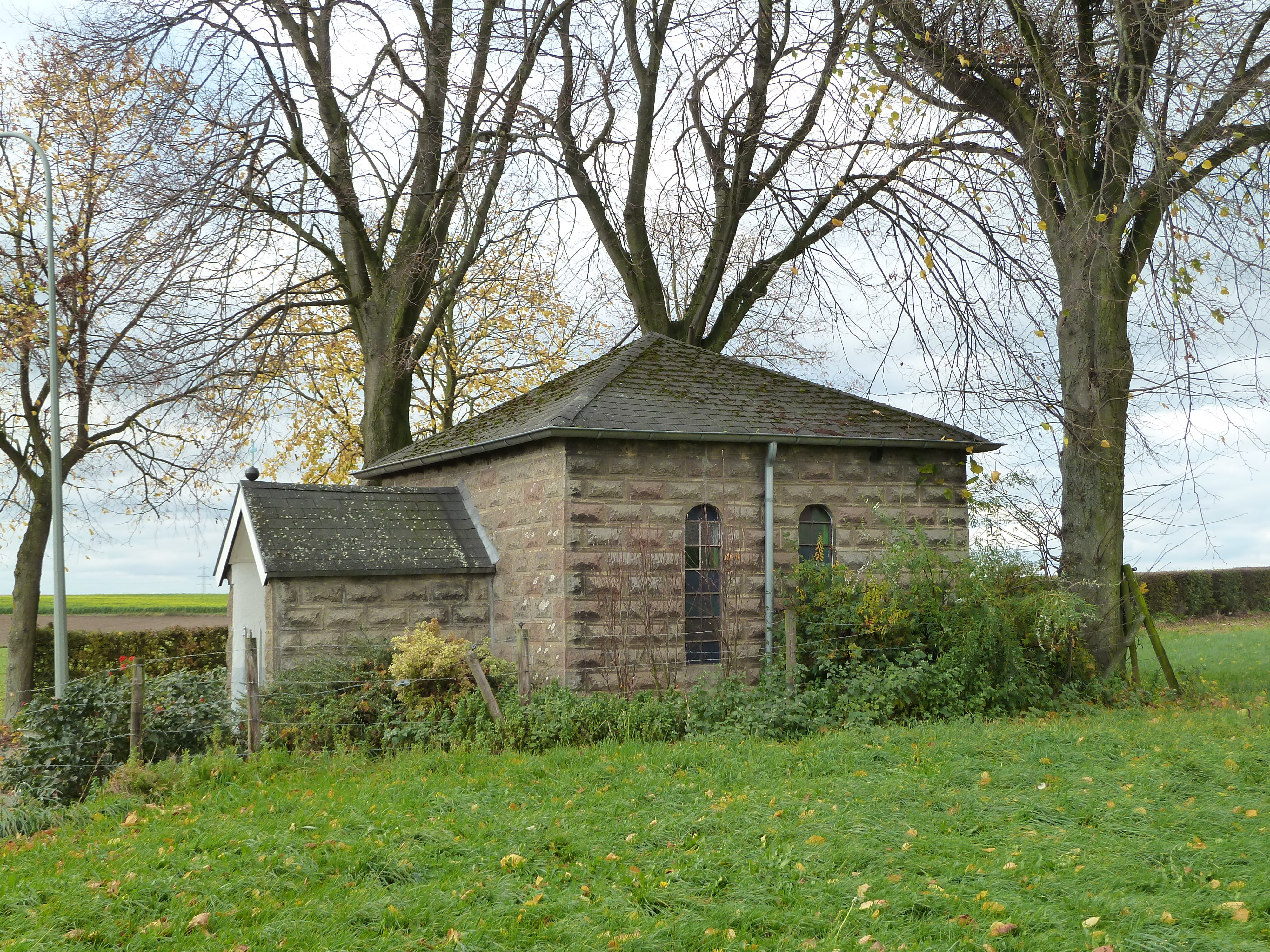
De kapel met de voorhal

De Onze-Lieve-Vrouw-van-Altijddurende-Bijstandkapel is een kapel in Vink in de Nederlands Zuid-Limburgse gemeente Beekdaelen. De kapel staat aan de noordzijde van de buurtschap aan de splitsing van de straten Vink en Groenenweg.
De kapel is gewijd aan Maria, specifiek Onze-Lieve-Vrouw van Altijddurende Bijstand.

## Geschiedenis
In 1930 werd de kapel door buurtbewoners gebouwd.
De kapel van die tijd was al snel te klein en er werd toen achter de bestaande kapel een grote aanbouw gerealiseerd, waarbij de oude kapel de voorhal van de kapel werd.

## Bouwwerk
De in gelijkmatige blokken natuursteen gebouwde kapel is opgetrokken op een vierkant plattegrond en wordt gedekt door een tentdak. Aan de voorzijde van de kapel is een voorhal onder een zadeldak gebouwd dat wordt afgesloten met een smeedijzeren hek en heeft geen vensters. De zijgevels hebben elk twee rondboogvensters met glas-in-lood. De toegang tot het vierkante deel van de kapel wordt afgesloten door een houten deur. Boven die ingang is op de muur een tekst aangebracht:

Onze Lieve Vrouw van altijddurende bijstand

Van binnen is de kapel wit geschilderd, waarbij het deel van het houten gewelf dat schuin aangebracht is blauw geverfd is en het deel dat horizontaal is wit geschilderd is. Op de wanden zijn consoles aangebracht waarop beelden van heiligen staan. In de kapel zijn enkele kerkbanken geplaatst en tegen de achterwand is het massief stenen altaar geplaatst. Aan de voorzijde van het altaar is een tekst aangebracht:

Maria, Moeder van
Altijddurenden Bijstand
bid voor mij

Op het altaar is een icoon geplaatst dat Maria toont met kindje Jezus.